# Верхнее Плуталово
Верхнее Плуталово — деревня в Зарайском районе Московской области, в составе муниципального образования сельское поселение Гололобовское (до 28 февраля 2005 года входила в состав Ерновского сельского округа).

## География
Верхнее Плуталово расположено на северо-востоке района, в 10 км на восток от Зарайска, на реке Купелка, правом притоке реки Меча, высота центра деревни над уровнем моря — 186 м.

## Население
| 2002 | 2006 | 2010 |
| ---- | ---- | ---- |
| 18   | ↘15  | ↘10  |

## История
Верхнее Плуталово, как просто Плуталово, впервые в исторических документах упоминается в Платежных книгах 1594—1597 годов. В 1790 году в селе Плуталово (вместе с сельцами Средним и Нижним Плуталовым) числилось 26 дворов, 247 жителей, в 1858 году в Верхнем — 14 дворов и 187 жителей, в 1884 году — 23 двора и 190 жителей, в 1906 году — 24 двора и 257 жителей. В 1930 году был образован колхоз «Юный ленинец», с 1961 года — в составе совхоза им. Калинина.
Деревянная Богородице-рождественская церковь в Плуталово была возведена в 1676 году, сгорела в первой половине XVIII века, взамен которой в 1751 году была построена также деревянная, сломанная в середине XX века.